# Урођене миопатије
Урођене миопатије или конгениталне миопатије скуп генетских болести које претежно погађају мишиће. Овај назив понекад ознава на стотине различитих неуромишићних поремећаја који се могу јавити по рођењу, али је обично  резервисане за групу ретких, наследних мишићних болести које узрокују хипотензију и слабост при рођењу или током неонаталног периода, а у неким случајевима и успорен моторички развој касније у детињству. 
Један су од најчешћих неуромишићних поремећаја у свету данас, чија је учесталост 6 на 100.000 живорођене деце сваке године.
Пет најчешћих облика урођених миопатија су; миотубуларна миопатија, немалинска миопатија, централна нуклеарна миопатија, урођена диспропорција одређених врсте влакана и мултинуклеарна миопатија. Ове неуропатије се првенствено разликују по хистолошким карактеристикама, симптомима и прогнози. 
Дијагнозу одређује карактеристична клиничка слика, која се потврђује биопсијом мишића. 
Терапија урођене миопатије се састоји примарно од физикалне терапије која може помоћи очувању функције мишића.
Дужина живота је типично одређен степеном инсуфицијенције респираторних мишића.

## Историја
Први извештај о конгениталној миопатији био је пацијент са централном срчаном болешћу из1956. године Од тада се класификација урођених миопатије развијала од примарне патолошке дијагнозе до оне са генетском основом.

## Опште информације
Мишићи
Мишићи (мишићно ткиво),  којих у нашем телу има преко 600 имају следећу  улогу:
- Покретање тела и делова тела (попречно-пругасти мишићи), раде под контролом централног нервног система
- Омогућавају покретање унутрашњих органа (глатки мишићи), под утицајем аутономног нервног система
- Омогућавају рад органа/виталне функције организма - срчани мишић - мишић је по саставу попречно-пругасти али ради под утицајем аутономног нервног система.

Миопатије
Миопатије су болести попречнопругастих мишића код којих је примарно оштећено мишићно ткиво и мишићна функција.
Главна подела миопатија је на: 
- наследне, описане у наставку ове странице,
- стечене,  у које спадају: полимиозитис/дерматомиозитис, кортикостероидна и тиреотоксичка миопатија, алкохолозам, дејство неких лекова, Метаболичке миопатије (поремећаји метаболизма

угљених хидрата, масти или пуринског нуклеотидног циклуса).

## Облици
| Назив                                         | Карактеристике | Слика |
| --------------------------------------------- | --- | ----- |
| Миотубуларна миопатија                        | Наслеђује аутосомно или везана за Х хромозом. Чешћа, аутосомна верзија, изазива благу слабост и хипотензију код оба пола. За хромозом Х-везана верзија утиче на мушкарце и доводи до озбиљне слабости скелетних мишића и хипотензије, слабости мишића лица, поремећаја гутања и слабости респираторних мишића са респираторном инсуфицијенцијом. |       |
| Немалинска миопатија                          | Узрокована је немалинским телашцима. Може бити аутосомно доминантна или рецесивна и резултат је различитих мутација на различитим хромозомима. Код новорођенчета може бити тешка, умерена или блага. - Пацијенти погођени тешким обликом болести имају слабост респираторних мишића и респираторну инсуфицијенцију. - Умерено изражена болест доводи до прогресивног слабљења мишића лица, врата, трупа и стопала, али очекивани животни век може бити скоро нормалан. - Благ облик болест не напредује, па је очекивани животни век нормалан. |       |
| Централна нуклеарна миопатија                 | Наслеђена аутосомно доминантно. Већина пацијената развија хипотонију и благу слабост проксималних мишића још као новорођенчад, док многи имају слабост мишића лица. Мишићна слабост не напредује и очекивани животни век је нормалан. Пацијенти су у повећаном ризику од развоја малигне хипертермије (ген повезан са централном нуклеарном миопатијом такође је повезан са повећаном осетљивошћу на малигну хипертермију). |       |
| Урођена диспропорција одређених врста влакана | Урођена диспропорција типова влакана је наследна болест, али образац наслеђивања није у потпуности разјашњен. Хипотензију лица, врата, трупа и удова често прате скелетне абнормалности и дисморфне карактеристике. Већина оболеле деце се временом побољшава, али мали проценат развија респираторну инсуфицијенцију. |       |
| Мултинуклеарна миопатија                      | Ова вишеједрена миопатија је обично аутосомно рецесивна, али може бити и аутосомно доминантна. Деца обично показују проксималну слабост, али нека касније развију и општу мишићну слабост. Напредовање болести је веома различито. |       |

## Дијагноза
Ретко постоје посебни тестови за урођене миопатије осим биопсије мишића. Могу се спровести и тестови за проверу креатин киназе у крви, која је код ове болести често нормална или благо повишена.
Електромиографија се може применити да би се проверила електрична активност мишића. 
Дијагноза се у великој мери ослања на мишићну патологију, годносно биопсију мишића, која визуализује промене на ћелијском нивоу. Дијагноза се обично највише ослања на ову методу, јер нивои креатин киназе и електромиографија могу бити непоуздани и неспецифични.
Пошто су урођене миопатије генетске природе, последњих деценија дошло је до напретка у пренаталном скринингу болести.

## Терапија
Тренутно не постоје третмани за било коју од урођених миопатија. У зависности од тежине, доступне су различите терапије које ће помоћи у ублажавању болова и помоћи пацијентима у обављању различитих активности.
Многи пацијенти са урођеном миопатијом укључени су у физичку или радну терапију у покушају да ојачају своје скелетне мишиће. 
Ортопедска хирургија је обично неопходна за исправљање скелетних деформитета услед слабости мишића, попут сколиозе.

## Прогноза
Пацијенти са централном миопатијом генерално имају нормалан животни век са непрогресивном слабошћу мишића.
Пацијенти са немалинском миопатијом  могу имати нормалан животни век са прогресивном слабошћу или могу умрети у раном детињству од респираторних тегоба у зависности од тежине поремећаја.
Пацијенти са миотубуларном миопатијом углавном имају лошу прогнозу и пате од ране смрти, обично у детињству.